# System autonomiczny (Internet)
System autonomiczny, AS (od ang. autonomous system) – zbiór prefiksów (adresów sieci IP) pod wspólną administracyjną kontrolą, w którym utrzymywany jest spójny schemat trasowania (ang. routing policy). Oryginalna definicja zawarta w RFC 1771 ↓ odnosi się do sieci lub grupy sieci opartych na protokole internetowym (IP), lecz została później zmieniona w RFC 1930 ↓.
AS jest wykorzystywany w protokołach trasowania dynamicznego, głównie w Border Gateway Protocol. Administrator przy konfiguracji routera podaje numer AS (ASN, od ang. autonomous system number), w którym działa dany protokół. W następnym kroku podaje adresy sieci, które są wykorzystywane przez protokół trasowania do wymiany informacji z innymi routerami w danym obszarze AS.
Pierwotnie numery AS mieściły się w dwóch bajtach, co ograniczało pojemność systemu do 65536, przy czym zakres od 64512 do 65534 zarezerwowano do celów prywatnych. W 2007 RFC 4893 ↓ wprowadziło czterobajtowe numery AS, znacznie zwiększając dostępną pulę. W tej chwili aktywnych jest około 40 000 różnych numerów AS, w zdecydowanej większości dwubajtowych z oryginalnej puli.